# Sender Herăstrău
Der Sender Herăstrău ist eine Sendeeinrichtung für Mittelwelle, UKW und TV in Bukarest. Der Sender Herăstrău verwendet als Sendeantenne für den Mittelwellensender, der auf 603 kHz mit 25 kW betrieben wird, eine 159 Meter lange T-Antenne, die zwischen einem abgespannten Stahlfachwerkmast und einem 107 Meter hohen, frei stehenden Stahlfachwerkturm gespannt ist. Er sendet das Programm von Radio Satelor. Die UKW- und TV-Sender verwenden Antennen auf der Spitze des frei stehenden Stahlfachwerkturms. Folgende UKW-Hörfunkprogramme werden abgestrahlt:
| Programm                      | Frequenz  | Sendeleistung |
| ----------------------------- | --------- | ------------- |
| Digi FM                       | 97,9 MHz  | 3 kW          |
| SRR Bucuresti FM              | 98,3 MHz  | 100 kW        |
| SRR Radio Romania Cultural    | 101,3 MHz | 100 kW        |
| SRR Radio Romania Muzical     | 104,8 MHz | 5 kW          |
| SRR Radio Romania Actualitati | 105,3 MHz | 100 kW        |